# Porte fortifiée de Varen
La porte fortifiée de Varen est un édifice défensif en pierre situé rue de la République sur la commune de Varen, dans le département de Tarn-et-Garonne, en France.

## Histoire
Construite en 1621 dans un contexte régional particulièrement troublé par les guerres de religion, cette porte constituait un élément de fortification du bourg.
La porte est classée au titre des monuments historiques par arrêté du 8 octobre 1925.

## Description
Dans une tour carrée avec mâchicoulis, l'entrée extérieure se présente avec un arc en plein cintre.

## Galerie

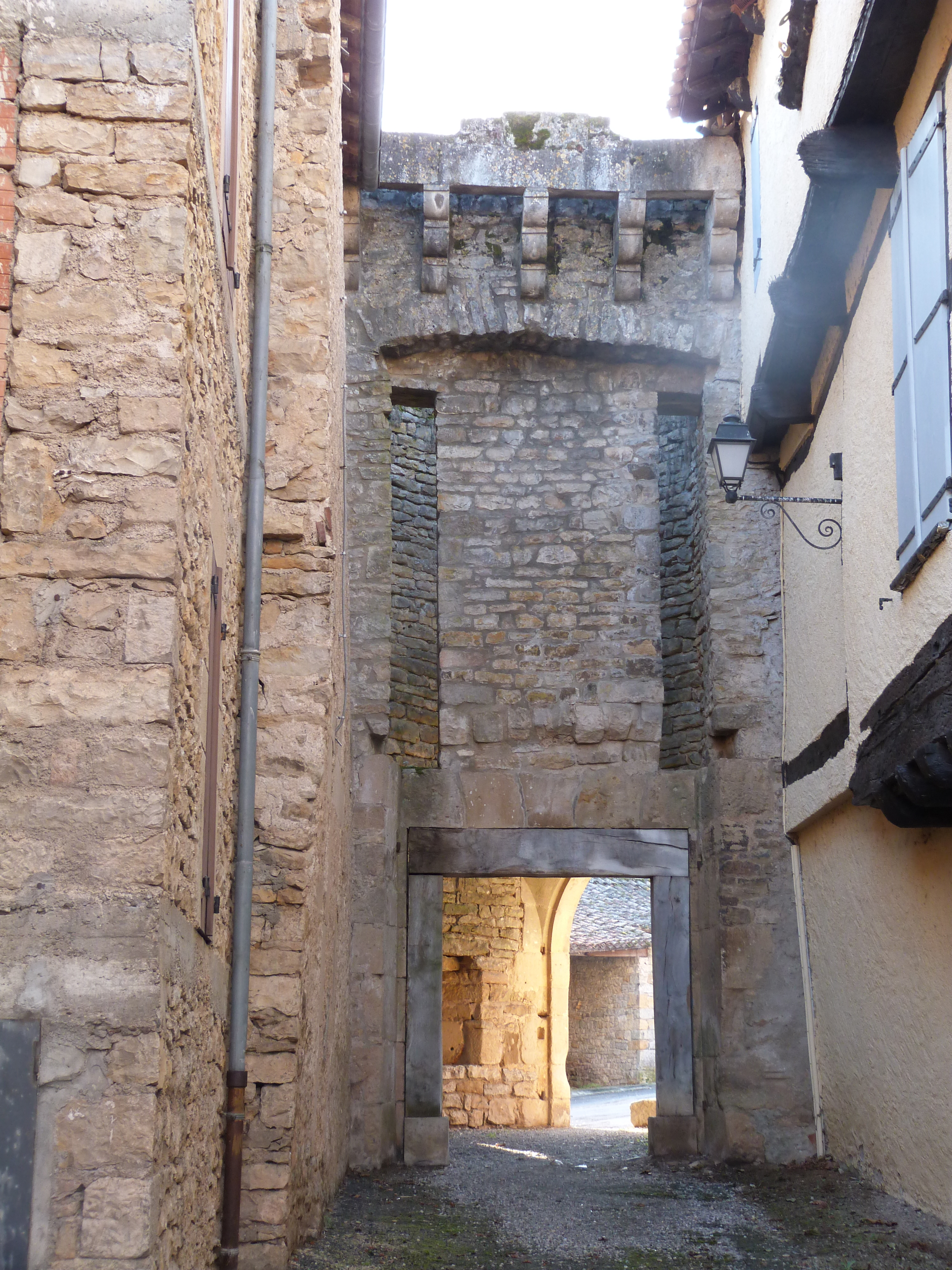
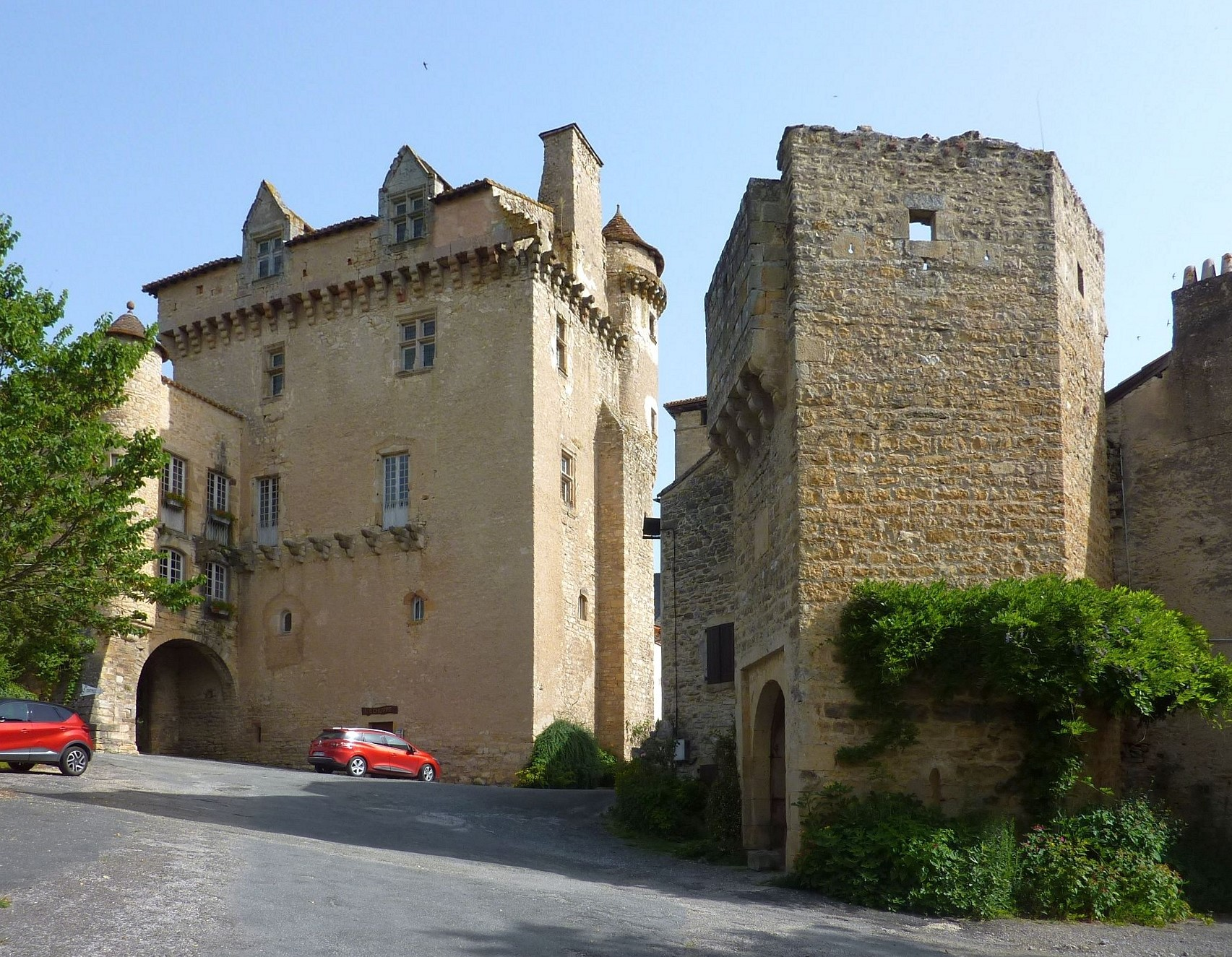
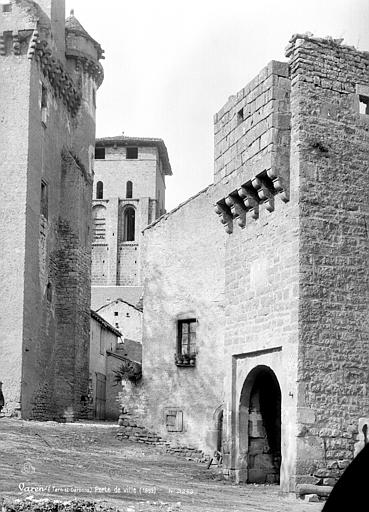